# 骁骑校尉
骁骑校尉是东汉末年出现的武官职位，正史上记载董卓曾授予曹操一人，但曹操受职后很快出逃，具体职权不明。
骁骑校尉的职名与汉制的“骁骑将军”及“越骑校尉”、“胡骑校尉”、“屯骑校尉”等相仿。骁骑将军曾授予西汉著名的“飞将军”李广。而其余的三个校尉则分别是东汉、西汉不同时期的常设军职。其中屯骑校尉东汉初年曾经一度改为骁骑校尉，但光武帝建武十五年（39年）即恢复原名。漢東京五校,典宿衛士。屯騎校尉於漢武帝初設時掌騎兵。